# Linda Heitmann
Linda Heitmann (nascida a 2 de agosto de 1982) é uma política alemã. Heitmann tornou-se membro do Bundestag depois de ser eleitoa nas eleições federais alemãs de 2021. Ela é afiliada ao partido Aliança 90/Os Verdes. Ela representa o círculo eleitoral de Hamburgo Altona.